# Ofiokara
Ofiokara (Ophiocara porocephala) – gatunek ryby z rodziny eleotrowatych. 

## Występowanie
Ocean Indyjski oraz zachodni Pacyfik, estuaria.

## Opis
Dorasta do 34 cm długości.